# Wielichów (Ukraina)
Wielichów (ukr. Велихів) – wieś na Ukrainie, w obwodzie rówieńskim, w rejonie sarneńskim, w hromadzie Sarny. W 2001 liczyła 650 mieszkańców, spośród których 641 wskazało jako ojczysty język ukraiński, 8 rosyjski, a 1 białoruski.
W okresie międzywojennym wieś znajdowała się w granicach II RP, wchodząc w skład gminy Antonówka nad Horyniem w powiecie sarneńskim, w województwie wołyńskim.